# Jukî, Hlobîne
Jukî (în ucraineană Жуки) este localitatea de reședință a comunei Jukî din raionul Hlobîne, regiunea Poltava, Ucraina.

## Demografie
Componența lingvistică a localității Jukî
     Ucraineană (96,99%)
     Rusă (2,37%)
     Alte limbi (0,48%)
Conform recensământului din 2001, majoritatea populației localității Jukî era vorbitoare de ucraineană (96,99%), existând în minoritate și vorbitori de rusă (2,37%).